# Roman grec
Le roman grec est un genre littéraire apparu sans doute au Ier siècle apr. J.-C. Il est parfois appelé, à tort, « roman byzantin ». Cet usage est abusif, car le roman grec s’est développé à l'époque de l'Empire romain, bien avant la création de l’Empire byzantin en 395. Il est également anachronique, en fait, d’appeler « roman » un genre qui en grec ne porte pas de nom spécifique. Le terme de « roman » naît en effet au Moyen Âge de l'opposition entre écrits de langue romane et de langue latine. Dans l’Antiquité, les œuvres étaient qualifiées tantôt de « drame » (δραματικόν), de « fiction » ou plus simplement de « récit » (διήγημα). Il s'agissait en tout cas de textes narratifs en prose développant les aventures mouvementées de personnages fictifs.
Seuls cinq romans grecs de l'Antiquité sont aujourd'hui conservés :
- Chéréas et Callirhoé de Chariton d'Aphrodise (non daté, probablement le Ier siècle) ;
- Leucippé et Clitophon d'Achille Tatius (IIe siècle) ;
- Daphnis et Chloé de Longus (IIe  ou IIIe siècle) ;
- les Éphésiaques de Xénophon d'Éphèse (IIe  ou IIIe siècle) ;
- les Éthiopiques d'Héliodore d'Émèse, l’œuvre la plus aboutie du genre, composée sans doute à la fin du IIIe siècle.

Ainsi que des fragments :
- Roman de Ninos (Ier siècle)[1].

Il faut ajouter les Babyloniques de Jamblique le Romancier (IIe siècle), dont un résumé assez précis est conservé dans la Bibliothèque du patriarche Photius. Celui-ci rapproche aussi du genre le récit d'Antoine Diogène intitulé les Merveilles d'au-delà de Thulé, qui est d'un caractère un peu différent. Nous possédons également quelques fragments sur papyri du Ier ou IIe siècle : Ninos et Sémiramis, Métiochos et Parthénopé, etc. Il existe enfin un roman épistolaire, les Lettres de Chion d'Héraclée.
Ce genre fournit la matière traditionnelle du roman : l’amour, l’aventure, les types de héros que sont les jeunes premiers, etc. Ainsi, le roman grec, dont l’influence a été durable dans toute la littérature européenne de l’âge classique, présente des histoires d’amour riches en aventures douloureuses, même si le couple prédestiné se voit réuni à la fin : éros et pathos président au cours du récit. Ces textes en constituent en quelque sorte la fondation.

## Caractéristiques

### Motifs de l’action
Le trait commun unissant les différentes œuvres est l'amour contrarié : deux jeunes amoureux sont séparés avant ou peu après leur mariage, sont tourmentés par le sort et se retrouvent finalement, après maintes tribulations (tempêtes, naufrages, enlèvements par des pirates, captivité, rivalités amoureuses, morts apparentes, reconnaissances, etc.)

### Techniques narratives

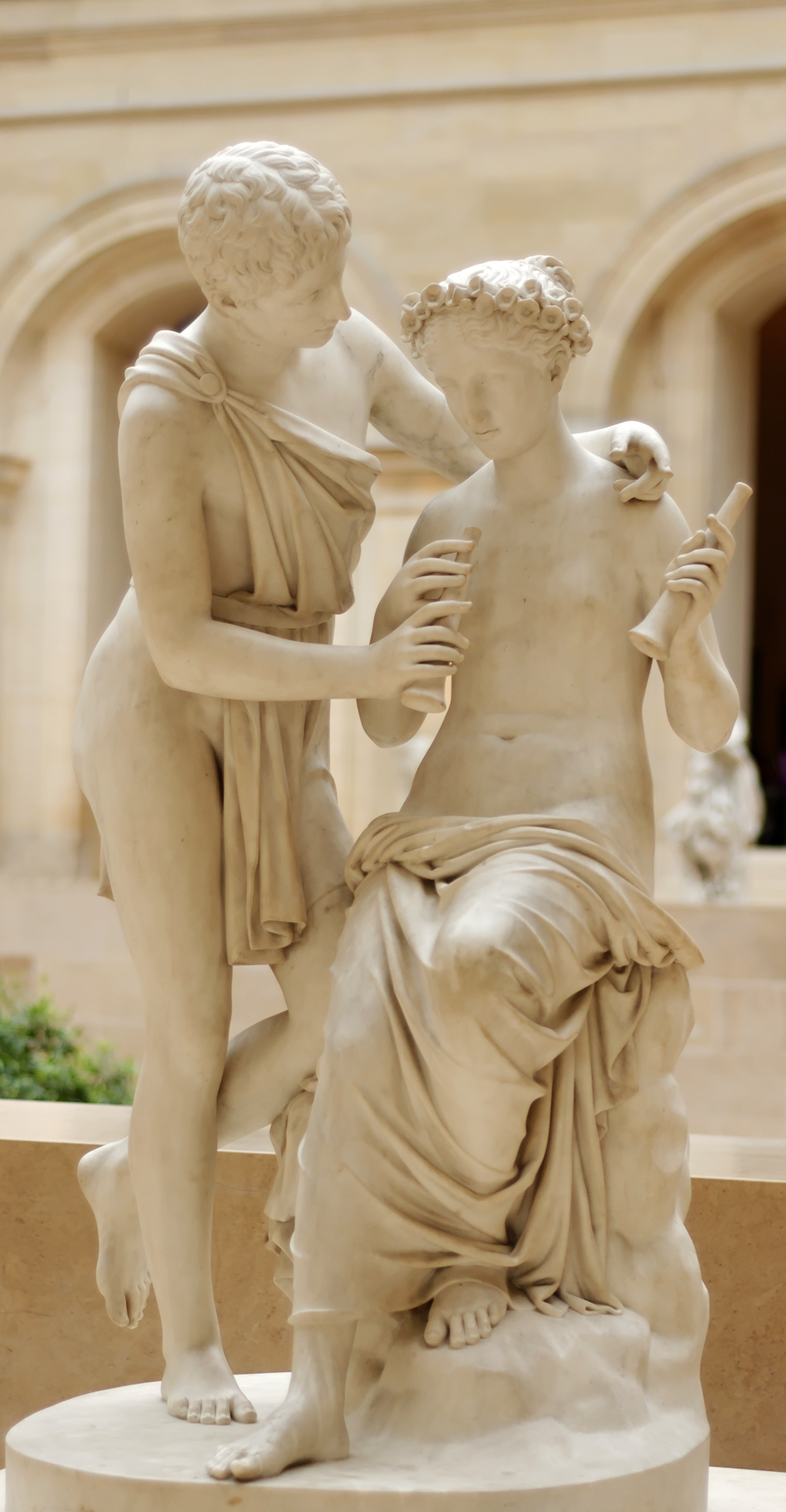
Daphnis et Chloé. Sculpture de Jean-Pierre Cortot, 1827. Paris, musée du Louvre.

Les techniques narratives consistent en :
- une composition, visant à maintenir éveillée l’attention du lecteur, notamment par un début in medias res, comme dans l’épopée, et par de nombreux retournements de situation, dotant le récit d’une dynamique soutenue ;
- une unité d’action qui vertèbre le texte, malgré la possibilité de développer des histoires secondaires, comme autant de branches rattachées à ce tronc central ;
- une recherche de vraisemblance : l’action ne multiplie pas les prodiges ; les actions humaines sont cohérentes d’un point de vue psychologique ; on s’intéresse également à une description relativement précise des lieux où se déroule l’action.

### Vision du monde véhiculée par les romans grecs
Les romans grecs établissent une opposition nette entre des héros parfaits et un monde violent, presque chaotique.
Les héros, image d’une humanité idéale, se caractérisent aussi bien par leur beauté prodigieuse que par leur courage, leur éloquence et surtout leurs vertus uniques. Face aux agressions constantes d’un monde hostile, ils agissent peu. Tous leurs efforts tendent à préserver la pureté de leur amour et notamment à rester chastes.
La représentation du monde se développe donc depuis un point de vue hautement moraliste, qui inclut souvent des considérations religieuses.

### Inspiration orientale
Des recherches, notamment celles de Graham Anderson, ont montré que les romans grecs, « loin d’être un produit de la seconde sophistique (c’est-à-dire de l’époque hellénistique et romaine de la littérature grecque) sont en fait le traitement par les Grecs de l’un des stocks d’histoires et de récits les plus anciens du bassin oriental de la Méditerranée. » Il existe ainsi des correspondances notables entre Daphnis et Chloé et un conte sumérien, « le rêve de Doumouzi » (sous sa forme babylonienne : « Tammuz »). Par exemple, la scène où Daphnis essaie d’apprendre l’amour à Chloé en lui faisant observer les animaux est déjà dans le rêve de Doumouzi.

## Résurgences postérieures du roman grec

### À l'époque byzantine
À Byzance, les romans grecs n'ont jamais cessé d'être lus et appréciés, comme en témoignent, entre autres, la Bibliothèque du patriarche Photius (milieu du IXe siècle) et l'encyclopédie de la Souda (Xe siècle). Au XIIe siècle, une résurgence du genre s'est produite, dans les milieux lettrés, dont on conserve une œuvre en prose (Hysmine et Hysminias d'Eustathe Macrembolite) et trois en vers (Rhodantè et Dosiclès de Théodore Prodrome, Drosilla et Chariclès de Nicétas Eugenianos et, seulement par fragments, Aristandre et Callithée de Constantin Manassès). La première notamment a connu un vif succès en Occident à partir du XVIe siècle.

### À partir de la Renaissance

#### Causes du renouveau du genre
Malgré son nom, le « roman grec » est aussi un des genres principaux de la littérature européenne des XVIe et XVIIe siècles, notamment en Espagne. Deux facteurs principaux peuvent expliquer cette résurgence.
D’une part, la redécouverte des Éthiopiques au XVIe siècle coïncida avec le rejet par les Humanistes de la prose de fiction cultivée jusqu’alors, et en particulier du roman de chevalerie.
- Une critique esthétique, tout d’abord : les romans de chevalerie présentaient un manque criant de vraisemblance (cf. les exploits prodigieux des chevaliers, la magie, etc.) ; l’unité d’action leur faisait par ailleurs souvent défaut ;
- Une critique morale, ensuite, fondamentale : plus encore que le reste de la littérature de fiction (déjà discréditée par la condamnation de Platon qui, dans la République, avait exilé les poètes de sa Cité idéale, au titre de menteurs), les romans de chevalerie étaient largement censurés par les humanistes. Selon eux, ils constituaient non seulement des divertissements sans utilité, et donc une perte de temps ;  par leur contenu licencieux, voire explicitement érotique, ils représentaient aussi une menace directe pour la moralité des lecteurs.

Face à ces romans de chevalerie, la haute tenue morale, la vraisemblance et la qualité stylistique des Éthiopiques présentaient donc un attrait évident. C’est ce qui ressort clairement de la préface de Jacques Amyot précédant sa traduction de l’œuvre d’Héliodore (1584).
D’autre part, la redécouverte des Éthiopiques coïncida elle-même avec celle de la Poétique d’Aristote, ce qui contribua à imposer Héliodore comme un modèle à imiter pour les prosateurs des XVIe et XVIIe siècles. En effet, dans les fragments conservés de la Poétique, Aristote n’envisage que trois genres littéraires : l’épopée, la tragédie et la comédie. La prose de fiction n’entrant dans aucune de ces catégories, elle souffrait d’un manque de légitimité. Toutefois, de nombreux aspects des Éthiopiques s’accordaient à la définition de l’épopée telle qu’elle apparaissait dans les analyses d’Aristote. L’œuvre d’Héliodore présentait des héros supérieurs au commun des mortels et un style élevé, offrait une intrigue vraisemblable, et combinait unité d’action et artifice littéraire (début in medias res, épisodes nombreux, scènes de reconnaissance ou anagnorismoï, etc.). À ce titre, on pouvait la considérer comme une épopée en prose.
Imiter les Éthiopiques ou Leucippé et Clitophon, pour les auteurs des XVIe et XVIIe siècles, signifiait donc chercher à s’illustrer dans la forme la plus prestigieuse de la prose fictionnelle.

#### Romans grecs écrits en Espagne auxXVIeetXVIIesiècles
Même en se limitant au domaine espagnol, on observe ainsi un renouveau assez spectaculaire du genre à cette période.
Le premier Espagnol à composer un roman grec fut Alonso de Núñez de Reinoso avec son Historia de los amores de Clareo y Florisea, y los trabajos de la sin ventura Isea (1552), œuvre largement influencé par le Leucippé et Clitophon d’Achille Tatius, qu’il prétendait imiter.
Vint ensuite la Selva de aventuras de Jerónimo de Contreras (1565) et le Peregrino en su patria (1604) de Lope de Vega, qui « nationalise » le genre en inscrivant presque tous les épisodes dans le seul territoire ibérique, et qui inclut des poèmes et des autos sacramentales dans le récit.
Miguel de Cervantes lui-même, dont le Don Quichotte est considéré comme l’une des œuvres fondatrices du roman moderne, a cultivé avec ferveur ce genre : dans La española inglesa et El amante liberal, d’une part, deux de ses Nouvelles exemplaires (1613) ; mais surtout dans Les Travaux de Persille et Sigismonde (1617). Aux dires de Cervantès, ce roman aujourd’hui peu lu et boudé par la critique était pourtant son œuvre préférée. Roman d’aventures plein de surprises, mais peut-être aussi testament spirituel de l’auteur (Cervantès en écrit l’émouvant prologue quelques jours à peine avant de mourir), il mérite en effet l’attention de tout lecteur curieux.
Avec le Persiles, la période de maturité du genre en Espagne est constituée par le roman anonyme intitulé Los amantes peregrinos Angelia y Lucenrique (1623-1625), la Historia de las fortunas de Semprilis y Genorodano (1629), de Juan Enríquez de Zúñiga, et Eustorgio y Clorilene, historia moscóvica (1629) de Enrique Suárez de Mendoza.
Plus tard, le roman grec espagnol s’est chargé d’un contenu allégorique et moral qui entraîna sa crise comme genre narratif. Témoins de cette étape sont le León prodigioso (1634) et Entendimiento y verdad (1673), de Cosme Gómez Tejada de los Reyes. Enfin le Criticón (1651-1657) de Baltasar Gracián, œuvre fondamentale du Siècle d’or espagnol, emprunte également de nombreux traits génériques au roman grec.

## Réception du roman grec auXXesiècle
Les romans grecs ont été diversement appréciés par la critique au XXe siècle.
On peut illustrer la position majoritaire en résumant celle de Mikhaïl Bakhtine. Selon lui, le roman grec ne serait qu’une forme embryonnaire du genre romanesque, lequel se définirait avant tout par le dialogisme ou la polyphonie, c’est-à-dire par la capacité d’un texte à intégrer un dialogue entre des voix diverses et des visions du monde multiples. Or, selon Bakhtine, le moralisme et l’idéalisme propres à ce genre limitent le potentiel dialogique des œuvres. Par ailleurs, les épisodes des romans grecs ne sont pas vraiment liés par des enchaînements de cause à effet, mais simplement juxtaposés au gré des rencontres survenant sur le chemin des héros. Et enfin, à la différence de ce qui se produit dans le roman réaliste du XIXe siècle, point culminant du genre romanesque d’après Bakhtine, il n’existerait pas de véritable interaction entre les héros du roman grec (parfaits mais à la psychologie élémentaire) et leur milieu. Ce type de critiques a pesé lourd sur la réception du genre depuis le XIXe siècle, qui a prétendu instituer le réalisme comme une valeur en soi, déterminante pour évaluer la qualité d’une œuvre romanesque. Depuis cette perspective, le roman grec, genre idéaliste, ne vaudrait guère que comme précurseur du roman d’aventures moderne.
On peut cependant lire de façon plus favorable les romans grecs, à l’instar de Thomas Pavel. Pour lui, ce genre intègre une vision du monde cohérente et profonde. Dans un cadre hellénistique où priment encore les exigences de la collectivité sur la volonté de l’individu, concept encore peu affirmé, le roman grec présente une cosmovision[Quoi ?] innovante : il prend le parti de l’individu, fait de l’amour entre deux êtres l’idéal humain absolu, permettant même de refonder les bases de la vie publique. Ainsi, si les héros des Éthiopiques quittent Delphes au début de leurs aventures, c’est pour s’affranchir des impératifs de la Cité grecque et préserver leur amour. Et si le roman multiplie les péripéties, c’est pour souligner l’opposition entre le monde extérieur, hostile, et la fragile intériorité des personnages. C’est précisément cet espace intérieur, encore terra incognita, qu’exaltent les auteurs du roman grec. C’est pourquoi ils insistent tant sur la pureté de l’amour des héros, et sur leur nécessaire chasteté. L’intégrité du corps renvoie ici à celle de l’intériorité de l’individu, véritable trésor que ce genre a découvert et annexé, et qui deviendra l’un des territoires favoris des explorations littéraires ultérieures.